# Brindis a Manolete
Brindis a Manolete és una pel·lícula espanyola del 1948 dirigida per Florián Rey.

## Argument
Un jove aspirant a torero anomenat Manuel Rodríguez "Manolete" (Pedro Ortega) s'enamora de la filla d'una ramadera anomenada Rosario (Paquita Rico).

## Repartiment
- Paquita Rico - Dolores
- Pedro Ortega - Manuel Rodríguez 'Manolete'
- Manolo Morán - Antonio
- Ana Adamuz - Doña Rosario
- Manuel Monroy - Javier del Álamo
- Eulália del Pino - Soledad
- José Jaspe - Bronquista en bar
- Mercedes Castellanos - Mercedes
- Domingo Rivas - Gabriel
- Juana Mansó - Remedios
- Manolo Iglesias - Juan
- Emilio Ruiz de Córdoba - Médico
- José Greco - Rafael
- Rafael Romero - Cantaor
- Rafael Bardem - Hombre que da mala noticia
- Trío Escudero - Trío flamenco

## Comentaris
La pel·lícula es va realitzar un any després de la mort del torero. L'actor Pedro Ortega va interpretar al destre a causa de la seva gran semblança física. 60 anys més tard, Adrien Brody al costat de Penélope Cruz seran la parella protagonista en la pel·lícula Manolete. En la pel·lícula apareixen escenes documentals de l'actuació a Mèxic del torero, aquestes són distingibles perquè en aquest país la volta al cercle en sentit contrari a les agulles del rellotge, sent al contrari que als països europeus. Amb aquesta pel·lícula es va donar a conèixer pel gran públic l'actriu Paquita Rico.
La pel·lícula va ser produïda per la companyia Hèrcules films qui en aquells dies en un moment pròxim al tancament de l'empresa, a més va comptar amb la participació de Miguel García Rico vell conegut d'Adolfo Aranzana, amo de la productora abans esmentada. La pel·lícula va acabar convertint-se en un fracàs en taquilla.